# Nouvron-Vingré
Nouvron-Vingré est une commune française située dans le département de l'Aisne, en région Hauts-de-France.

## Géographie

### Hydrographie
La commune est située dans le bassin Seine-Normandie. Elle est drainée par le ru d'Hozien, le fossé de Fouquerolles et le ru de Vingré,,.
Le ru d'Hozien, d'une longueur de 18 km, prend sa source dans la commune de Juvigny et se jette  dans l'Aisne à Vic-sur-Aisne, après avoir traversé onze communes.

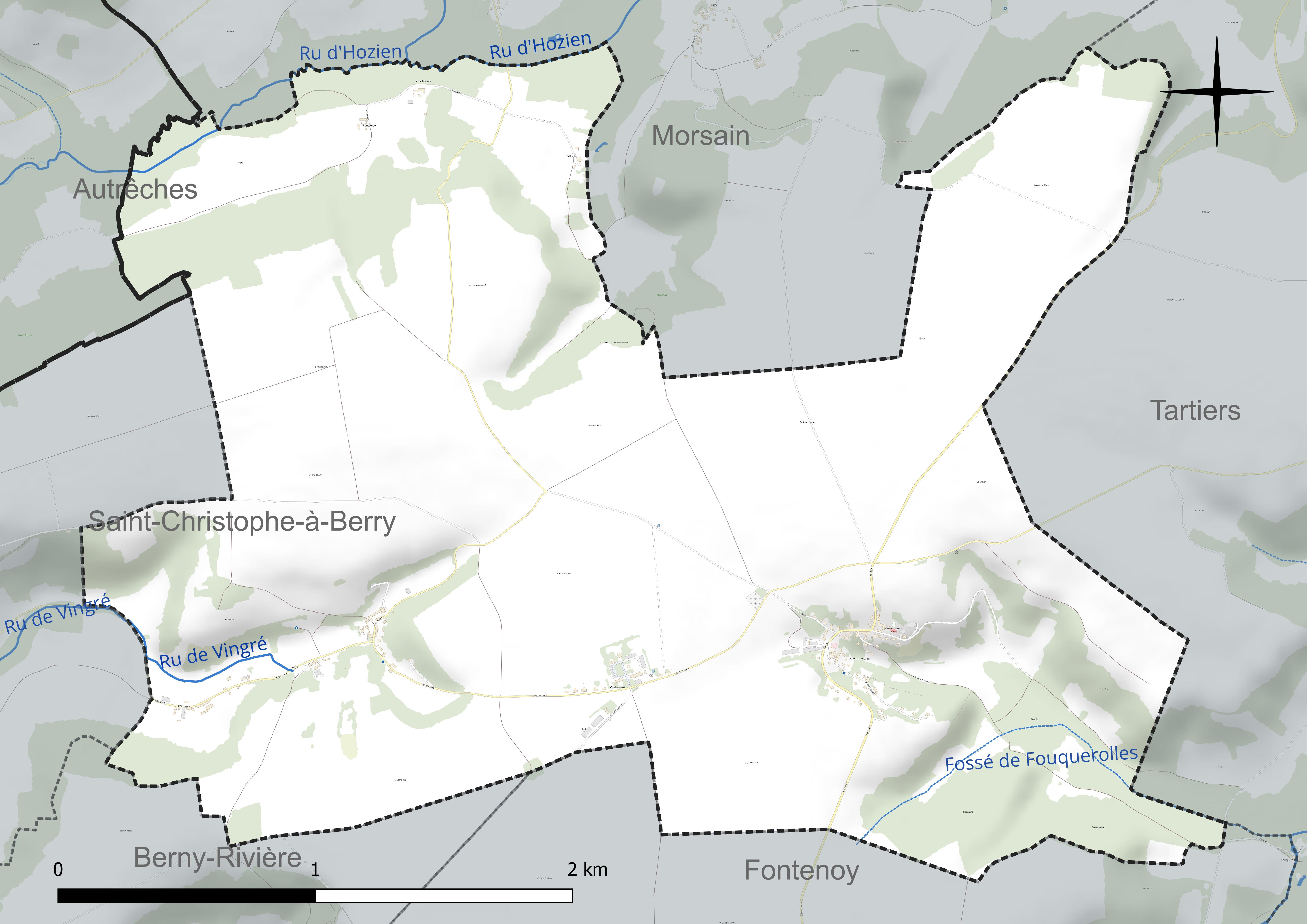
Réseau hydrographique de Nouvron-Vingré.

### Climat
Pour des articles plus généraux, voir Climat des Hauts-de-France et Climat de l'Aisne.
En 2010, le climat de la commune est de type climat océanique dégradé des plaines du Centre et du Nord, selon une étude du CNRS s'appuyant sur une série de données couvrant la période 1971-2000. En 2020, Météo-France publie une typologie des climats de la France métropolitaine dans laquelle la commune est exposée à un climat océanique altéré et est dans la région climatique Nord-est du bassin Parisien, caractérisée par un ensoleillement médiocre, une pluviométrie moyenne régulièrement répartie au cours de l'année et un hiver froid (3 °C).
Pour la période 1971-2000, la température annuelle moyenne est de 10,5 °C, avec une amplitude thermique annuelle de 15,2 °C. Le cumul annuel moyen de précipitations est de 716 mm, avec 12 jours de précipitations en janvier et 8,9 jours en juillet. Pour la période 1991-2020, la température moyenne annuelle observée sur la station météorologique la plus proche, située sur la commune de Chauny à 21 km à vol d'oiseau, est de 11,1 °C et le cumul annuel moyen de précipitations est de 709,9 mm,. Pour l'avenir, les paramètres climatiques de la commune estimés pour 2050 selon différents scénarios d'émission de gaz à effet de serre sont consultables sur un site dédié publié par Météo-France en novembre 2022.

## Urbanisme

### Typologie
Au 1er janvier 2024, Nouvron-Vingré est catégorisée commune rurale à habitat dispersé, selon la nouvelle grille communale de densité à 7 niveaux définie par l'Insee en 2022.
Elle est située hors unité urbaine. Par ailleurs la commune fait partie de l'aire d'attraction de Soissons, dont elle est une commune de la couronne,. Cette aire, qui regroupe 92 communes, est catégorisée dans les aires de 50 000 à moins de 200 000 habitants,.

### Occupation des sols
L'occupation des sols de la commune, telle qu'elle ressort de la base de données européenne d'occupation biophysique des sols Corine Land Cover (CLC), est marquée par l'importance des territoires agricoles (78,4 % en 2018), une proportion identique à celle de 1990 (78,4 %). La répartition détaillée en 2018 est la suivante : 
terres arables (71,7 %), forêts (21,6 %), zones agricoles hétérogènes (6,8 %).
L'évolution de l'occupation des sols de la commune et de ses infrastructures peut être observée sur les différentes représentations cartographiques du territoire : la carte de Cassini (XVIIIe siècle), la carte d'état-major (1820-1866) et les cartes ou photos aériennes de l'IGN pour la période actuelle (1950 à aujourd'hui).

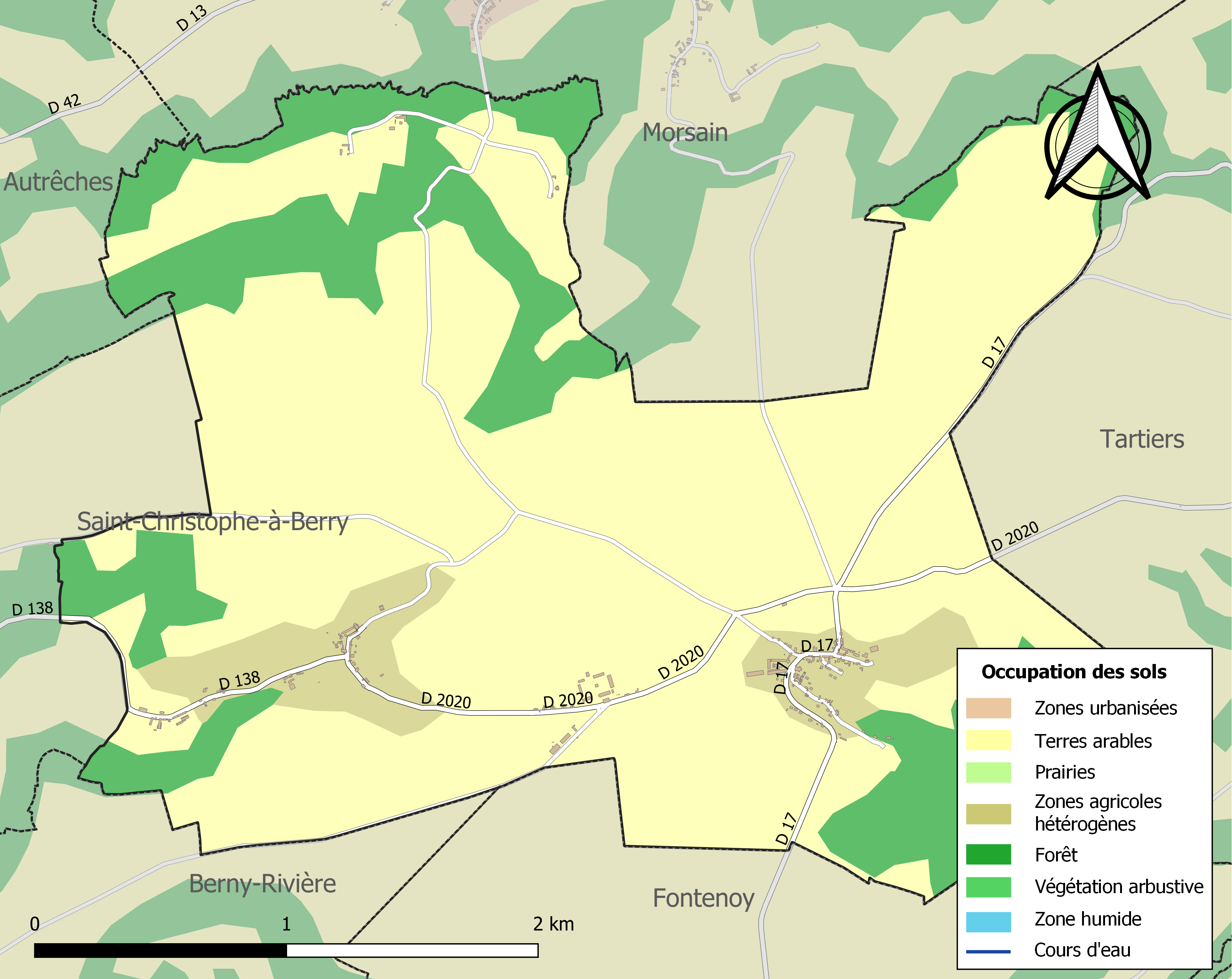
Carte de l'occupation des sols de la commune en 2018 (CLC).

## Toponymie
Le nom de la localité est attesté sous la forme Nouveron en 1412.
Vingré est un ancien hameau de la commune attesté sous la forme Vingrez en 1573.

## Histoire
Combat de Vingré, le 20 août 1914.

## Politique et administration

### Découpage territorial
La commune de Nouvron-Vingré est membre de la communauté de communes Retz-en-Valois, un établissement public de coopération intercommunale (EPCI) à fiscalité propre créé le 1er janvier 2017 dont le siège est à Villers-Cotterêts. Ce dernier est par ailleurs membre d'autres groupements intercommunaux.
Sur le plan administratif, elle est rattachée à l'arrondissement de Soissons, au département de l'Aisne et à la région Hauts-de-France. Sur le plan électoral, elle dépend du  canton de Vic-sur-Aisne pour l'élection des conseillers départementaux, depuis le redécoupage cantonal de 2014 entré en vigueur en 2015, et de la quatrième circonscription de l'Aisne  pour les élections législatives, depuis le dernier découpage électoral de 2010.

### Administration municipale
| Période                                  | Période                       | Identité              | Étiquette | Qualité                                 |
| ---------------------------------------- | ----------------------------- | --------------------- | --------- | --------------------------------------- |
| Les données manquantes sont à compléter. |                               |                       |           |                                         |
| 1904                                     | 1904                          | Casimir Adonis Boudin |           |                                         |
| avant 1988                               | ?                             | Ernest Potier         | DVD       |                                         |
| mars 2001                                | avril 2014                    | Jean Duprez           |           |                                         |
| avril 2014                               | En cours (au 13 juillet 2020) | Pierre Erbs           | SE        | Retraité Réélu pour le mandat 2020-2026 |

## Démographie
L'évolution du nombre d'habitants est connue à travers les recensements de la population effectués dans la commune depuis 1793. Pour les communes de moins de 10 000 habitants, une enquête de recensement portant sur toute la population est réalisée tous les cinq ans, les populations de référence des années intermédiaires étant quant à elles estimées par interpolation ou extrapolation. Pour la commune, le premier recensement exhaustif entrant dans le cadre du nouveau dispositif a été réalisé en 2004.

En 2022, la commune comptait 197 habitants, en évolution de −14,72 % par rapport à 2016 (Aisne : −1,97 %, France hors Mayotte : +2,11 %).
| 1793 | 1800 | 1806 | 1821 | 1831 | 1836 | 1841 | 1846 | 1851 |
| ---- | ---- | ---- | ---- | ---- | ---- | ---- | ---- | ---- |
| 242  | 210  | 232  | 226  | 425  | 392  | 410  | 425  | 430  |

| 1856 | 1861 | 1866 | 1872 | 1876 | 1881 | 1886 | 1891 | 1896 |
| ---- | ---- | ---- | ---- | ---- | ---- | ---- | ---- | ---- |
| 395  | 380  | 380  | 356  | 370  | 368  | 365  | 340  | 337  |

| 1901 | 1906 | 1911 | 1921 | 1926 | 1931 | 1936 | 1946 | 1954 |
| ---- | ---- | ---- | ---- | ---- | ---- | ---- | ---- | ---- |
| 320  | 341  | 332  | 128  | 221  | 245  | 260  | 258  | 228  |

| 1962 | 1968 | 1975 | 1982 | 1990 | 1999 | 2004 | 2006 | 2009 |
| ---- | ---- | ---- | ---- | ---- | ---- | ---- | ---- | ---- |
| 219  | 221  | 200  | 200  | 193  | 200  | 215  | 211  | 220  |

| 2014 | 2019 | 2022 | - | - | - | - | - | - |
| ---- | ---- | ---- | - | - | - | - | - | - |
| 233  | 212  | 197  | - | - | - | - | - | - |

## Lieux et monuments

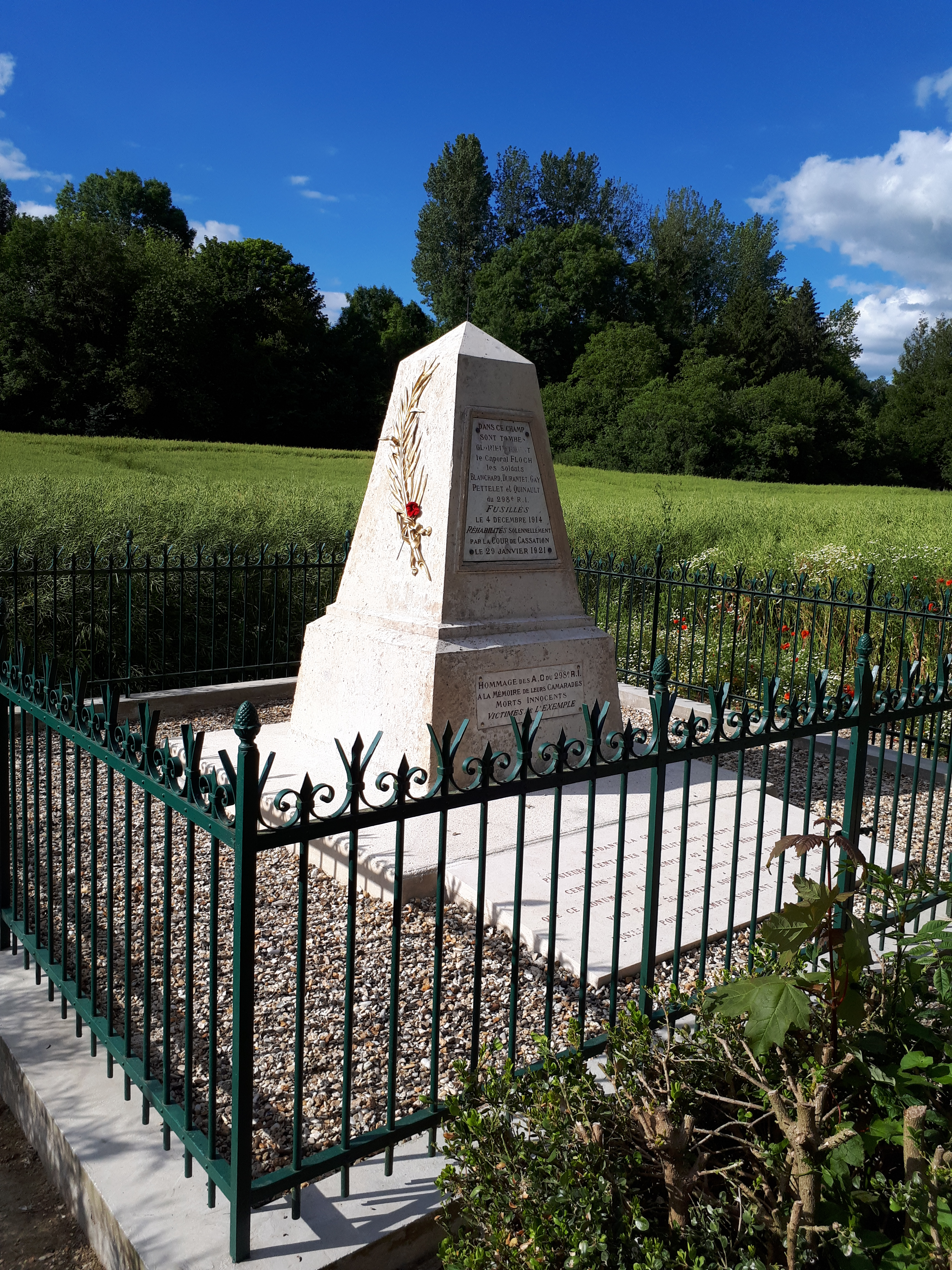
Monument des Fusillés.

- Édifié sur le lieu de l'exécution des martyrs de Vingré, le monument des Fusillés, fut inauguré le 5 avril 1925, en présence de nombreux anciens combattants du 298e RI. Il avait été financé par souscription à la suite d'une campagne de presse orchestrée par la Ligue des droits de l'Homme et avec l'aide des départements de la Loire et de l'Allier. Rendant hommage à la mémoire des six martyrs, il est inscrit sur le monument : « Dans ce champ sont tombés glorieusement le caporal Floch, les soldats Blanchard, Durantet, Gay, Pettelet et Quinault du 298e R.I., fusillés le 4 décembre 1914, réhabilités solennellement par la Cour de Cassation le 29 janvier 1921. - Hommage des anciens combattants du 298e R.I. à la mémoire de leurs camarades morts innocents victimes de l'exemple »[27].
- Le 4 décembre 2004, pour le 90e anniversaire de l'exécution, une plaque a été apposée sur le monument par le président du conseil général de l'Aisne portant les noms des six fusillés et les faisant « citoyens d'honneur du département de l'Aisne ».

Les martyrs de Vingré sont des soldats du 298e R.I. qui furent surpris par une attaque allemande le 27 novembre 1914. Le sous-lieutenant de la section donne l'ordre à ses soldats de se replier dans une tranchée arrière. Mais le lieutenant Paupier, qui commande la tranchée de résistance, ordonne alors aux hommes de reprendre leurs positions immédiatement. L'incident n'aura duré que quelques minutes. Une enquête sommaire fût menée. Le sous-lieutenant Paulaud indiquera ne pas avoir donné cet ordre de repli et accablera les 24 soldats. Ces soldats furent accusés de désertion et d'abandon de poste devant l'ennemi. Un tirage au sort désigna six d'entre eux qui furent exécutés pour l'exemple le 4 décembre 1914, à la suite des directives données au conseil de guerre par le général Étienne de Villaret pour aider les combattants à retrouver le goût de l'obéissance.
- Monument de la Croix-Brisée
- Église Sainte-Marie-et-de-l'Assomption de Nouvron-Vingré

## Personnalités liées à la commune
- Joseph Déchelette, archéologue et conservateur de musée, y est mort au front le 3 octobre 1914.